# Список кафедральных соборов России
Список кафедральных соборов России включает храмовые здания, находящиеся на территории Российской Федерации и принадлежащие христианским конфессиям (Русская православная церковь, старообрядческие Церкви, Римско-католическая церковь, Армянская апостольская церковь и Евангелическо-лютеранская церковь). Комментарии по каждой конфессии находятся в соответствующем разделе.
Ряд крупных храмов известны как «соборы» — из-за их размеров или исторической значимости, но если там никогда не было кафедры епископа, они будут включены в отдельный список.

## Русская православная церковь

### Действующие кафедральные соборы
| Собор                                   | Посвящён                                              | Епархия              | Изображение | Город                    | Комментарий |
| --------------------------------------- | ----------------------------------------------------- | -------------------- | ----------- | ------------------------ | --- |
| Преображенский собор                    | Преображение Господне                                 | Абаканская           |             | Абакан                   | |
| Свято-Троицкий собор                    | Святая Троица                                         | Алапаевская          |             | Алапаевск                | |
| Богородице-Рождественский собор         | Рождество Пресвятой Богородицы                        | Алатырская           |             | Алатырь                  | |
| Рождественский собор                    | Рождество Христово                                    | Александровская      |             | Александров              | |
| Казанский собор                         | Казанская икона Божией Матери                         | Альметьевская        |             | Альметьевск              | |
| Ильинский собор                         | Пророк Илия                                           | Амурская             |             | Комсомольск-на-Амуре     | |
| Троицкий собор                          | Святая Троица                                         | Анадырская           |             | Анадырь                  | |
| Андреевский собор                       | Андрей Первозванный                                   | Ардатовская          |             | Атяшево                  | |
| Никольский собор                        | Николай Чудотворец                                    | Ардатовская          |             | Ардатов                  | |
| Никольский собор                        | Николай Чудотворец                                    | Армавирская          |             | Армавир                  | |
| Благовещенский собор                    | Благовещение Пресвятой Богородицы                     | Арсеньевская         |             | Арсеньев                 | |
| Михаило-Архангельский собор             | Архангел Михаил                                       | Архангельская        |             | Архангельск              | |
| Успенский собор                         | Успение Пресвятой Богородицы                          | Астраханская         |             | Астрахань                | |
| Собор Владимирской иконы Божией Матери  | Владимирская икона Божией Матери                      | Ахтубинская          |             | Ахтубинск                | |
| Свято-Троицкий собор                    | Святая Троица                                         | Балаковская          |             | Балаково                 | |
| Собор Архангела Михаила                 | Архангел Михаил                                       | Балашовская          |             | Балашов                  | |
| Преображенский собор                    | Преображение Господне                                 | Балашихинская        |             | Балашиха                 | |
| Покровский собор                        | Покров Пресвятой Богородицы                           | Барнаульская         |             | Барнаул                  | |
| Свято-Троицкий собор                    | Святая Троица                                         | Барышская            |             | Барыш                    | |
| Богородице-Рождественский собор         | Рождество Пресвятой Богородицы                        | Барышская            |             | Инза                     | |
| Спасский собор                          | Спас Нерукотворный                                    | Бежецкая             |             | Бежецк                   | |
| Преображенский собор                    | Преображение Господне                                 | Белгородская         |             | Белгород                 | |
| Собор Александра Невского               | Александр Невский                                     | Белгородская         |             | Старый Оскол             | |
| Троицкий собор                          | Святая Троица                                         | Белёвская            |             | Белёв                    | |
| Успенский собор                         | Успение Пресвятой Богородицы                          | Бийская              |             | Бийск                    | |
| Благовещенский собор                    | Благовещение Пресвятой Богородицы                     | Биробиджанская       |             | Биробиджан               | |
| Свято-Троицкий собор                    | Святая Троица                                         | Бирская              |             | Бирск                    | |
| Благовещенский собор                    | Благовещение Пресвятой Богородицы                     | Благовещенская       |             | Благовещенск             | |
| Знаменский собор                        | Икона Божией Матери «Знамение»                        | Борисоглебская       |             | Борисоглебск             | |
| Успенский собор                         | Успение Пресвятой Богородицы                          | Боровичская          |             | Боровичи                 | |
| Троицкий собор                          | Святая Троица                                         | Брянская             |             | Брянск                   | |
| Троицкий собор                          | Святая Троица                                         | Валуйская            |             | Алексеевка               | |
| Свято-Николаевский собор                | Николай Чудотворец                                    | Валуйская            |             | Валуйки                  | |
| Свято-Вознесенский собор                | Вознесение Господне                                   | Великолукская        |             | Великие Луки             | |
| Свято-Георгиевский собор                | Георгий Победоносец                                   | Владикавказская      |             | Владикавказ              | |
| Никольский собор                        | Николай Чудотворец                                    | Владивостокская      |             | Владивосток              | Собор с 1991 года. |
| Успенский собор                         | Успение Пресвятой Богородицы                          | Владимирская         |             | Владимир                 | |
| Александро-Невский собор                | Александр Невский                                     | Волгоградская        |             | Волгоград                | Является копией разрушенного в 1932 году одноимённого собора.                                                                               |
| Храм Рождества Христова                 | Рождество Христово                                    | Волгодонская         |             | Волгодонск               | |
| Воскресенский собор                     | Воскресение Христово                                  | Вологодская          |             | Вологда                  | |
| Софийский собор                         | София Премудрость Божия                               | Вологодская          |             | Вологда                  | |
| Собор Иверской иконы Божией Матери      | Иверская икона                                        | Воркутинская         |             | Воркута                  | |
| Благовещенский собор                    | Благовещение Пресвятой Богородицы                     | Воронежская          |             | Воронеж                  | |
| Спасо-Преображенский собор              | Преображение Господне                                 | Выборгская           |             | Выборг                   | |
| Собор Рождества Христова                | Рождество Христово                                    | Выксунская           |             | Выкса                    | |
| Свято-Троицкий собор                    | Святая Троица                                         | Вяземская            |             | Вязьма                   | |
| Успенский собор                         | Успение Пресвятой Богородицы                          | Вятская              |             | Киров                    | |
| Собор Святого Павла                     | Апостол Павел                                         | Гатчинская           |             | Гатчина                  | |
| Спасо-Преображенский собор              | Преображение Господне                                 | Глазовская           |             | Глазов                   | |
| Феодоровский собор                      | Феодоровская икона Божией Матери                      | Городецкая           |             | Городец                  | |
| Спасо-Преображенский собор              | Преображение Господне                                 | Губкинская           |             | Губкин                   | |
| Покровский собор                        | Покров Пресвятой Богородицы                           | Джанкойская          |             | Джанкой                  | |
| Троицкий собор                          | Святая Троица                                         | Екатеринбургская     |             | Екатеринбург             | |
| Иоанно-Предтеченский собор              | Иоанн Креститель                                      | Екатеринбургская     |             | Екатеринбург             | |
| Никольский собор                        | Николай Чудотворец                                    | Ейская               |             | Ейск                     | |
| Екатерининский собор                    | Святая Екатерина                                      | Екатеринодарская     |             | Краснодар                | |
| Вознесенский собор                      | Вознесение Господне                                   | Елецкая              |             | Елец                     | |
| Крестовоздвиженский собор               | Воздвижение Креста Господня                           | Енисейская           |             | Лесосибирск              | |
| Троицкий собор                          | Святая Троица                                         | Железногорская       |             | Железногорск             | |
| Никольский собор                        | Николай Чудотворец                                    | Железногорская       |             | Льгов                    | |
| Успенский собор                         | Успение Пресвятой Богородицы                          | Иваново-Вознесенская |             | Иваново                  | |
| Александро-Невский собор                | Александр Невский                                     | Ижевская             |             | Ижевск                   | |
| Знаменская церковь                      | Знамение Пресвятой Богородицы                         | Иркутская            |             | Иркутск                  | |
| Свято-Троицкий собор                    | Святая Троица                                         | Иркутская            |             | Ангарск                  | |
| Благовещенский собор                    | Благовещение Пресвятой Богородицы                     | Йошкар-Олинская      |             | Йошкар-Ола               | |
| Казанский собор                         | Казанская икона Божией Матери                         | Казанская            |             | Казань                   | Главный собор Богородицкого монастыря, места обретения иконы. Построен в 2016—2021 годах, является копией собора, разрушенного в 1932 году. |
| Собор Христа Спасителя                  | Воскресение Христово, Спас Нерукотворный              | Калининградская      |             | Калининград              | |
| Свято-Троицкий собор                    | Святая Троица                                         | Канская              |             | Канск                    | |
| Благовещенский собор                    | Благовещение Пресвятой Богородицы                     | Калужская            |             | Боровск                  | |
| Троицкий собор                          | Святая Троица                                         | Калужская            |             | Калуга                   | |
| Знаменский собор                        | Икона Божией Матери «Знамение»                        | Кемеровская          |             | Кемерово                 | |
| Богоявленский собор Костромского кремля | Богоявление                                           | Костромская          |             | Кострома                 | Построен в 2015—2023 годах, является копией храма, разрушенного в 1934 году.                                                                |
| Покровский собор                        | Покров Пресвятой Богородицы                           | Красноярская         |             | Красноярск               | |
| Свято-Никольский собор                  | Николай Чудотворец                                    | Кудымкарская         |             | Кудымкар                 | |
| Александро-Невский собор                | Александр Невский                                     | Курганская           |             | Курган                   | |
| Сергиево-Казанский собор                | Казанская икона Божией Матери, Сергий Радонежский     | Курская              |             | Курск                    | |
| Собор Рождества Христова                | Рождество Христово                                    | Липецкая             |             | Липецк                   | |
| Троицкий собор                          | Святая Троица                                         | Магаданская          |             | Магадан                  | |
| Троицкий собор                          | Святая Троица                                         | Майкопская           |             | Майкоп                   | |
| Успенский кафедральный собор            | Успение Пресвятой Богородицы                          | Махачкалинская       |             | Махачкала                | |
| Никольский собор                        | Николай Чудотворец                                    | Мелекесская          |             | Димитровград             | |
| Боголюбский собор                       | Боголюбская икона Божией Матери                       | Мичуринская          |             | Мичуринск                | |
| Храм Христа Спасителя                   | Рождество Христово, Преображение Господне             | Московская           |             | Москва                   | |
| Богоявленский собор в Елохове           | Богоявление                                           | Московская           |             | Москва                   | Традиционное именование — Елоховский собор                                                                                                  |
| Вознесенский собор                      | Вознесение Господне, Трифон Печенгский                | Мурманская           |             | Мончегорск               | |
| Никольский собор                        | Николай Чудотворец                                    | Мурманская           |             | Мурманск                 | |
| Вознесенский собор                      | Вознесение Господне                                   | Муромская            |             | Муром                    | |
| Казанский собор                         | Казанская икона Божией Матери                         | Находкинская         |             | Находка                  | |
| Собор Святых Апостолов Петра и Павла    | Апостолы Пётр и Павел                                 | Нефтекамская         |             | Нефтекамск               | |
| Воскресенский собор                     | Воскресение Христово                                  | Нижегородская        |             | Арзамас                  | |
| Александро-Невский Новоярмарочный собор | Александр Невский                                     | Нижегородская        |             | Нижний Новгород          | |
| Свято-Троицкий собор                    | Святая Троица                                         | Нижнетагильская      |             | Нижний Тагил             | |
| Софийский собор                         | София Премудрость Божия                               | Новгородская         |             | Великий Новгород         | |
| Преображенский собор                    | Преображение Господне                                 | Новокузнецкая        |             | Новокузнецк              | |
| Андреевский собор                       | Андрей Первозванный                                   | Новороссийская       |             | Геленджик                | |
| Собор Вознесения Господня               | Вознесение Господне                                   | Новороссийская       |             | Геленджик                | |
| Успенский собор                         | Успение Пресвятой Богородицы                          | Новороссийская       |             | Новороссийск             | |
| Вознесенский собор                      | Вознесение Господне                                   | Новосибирская        |             | Новосибирск              | |
| Преображенский собор                    | Преображение Господне                                 | Новосибирская        |             | Бердск                   | |
| Успенский собор                         | Успение Пресвятой Богородицы                          | Омская               |             | Омск                     | |
| Никольский собор                        | Николай Чудотворец                                    | Оренбургская         |             | Оренбург                 | |
| Ахтырский собор                         | Ахтырская икона Божией Матери                         | Орловская            |             | Орёл                     | |
| Спасский собор                          | Спас Нерукотворный                                    | Пензенская           |             | Пенза                    | |
| Троицкий собор                          | Святая Троица                                         | Пермская             |             | Пермь                    | |
| Александро-Невский собор                | Александр Невский                                     | Петрозаводская       |             | Петрозаводск             | |
| Троицкий собор                          | Святая Троица                                         | Петропавловская      |             | Петропавловск-Камчатский | |
| Свято-Троицкий собор                    | Святая Троица                                         | Покровская           |             | Энгельс                  | |
| Троицкий собор                          | Святая Троица                                         | Псковская            |             | Псков                    | |
| Собор Рождества Пресвятой Богородицы    | Рождество Пресвятой Богородицы                        | Ростовская-на-Дону   |             | Ростов-на-Дону           | |
| Вознесенский войсковой собор            | Вознесение Господне                                   | Ростовская-на-Дону   |             | Новочеркасск             | Второй кафедральный собор Главный храм Донского казачества                                                                                  |
| Христорождественский собор              | Рождество Христово                                    | Рязанская            |             | Рязань                   | |
| Успенский собор                         | Успение Пресвятой Богородицы                          | Рязанская            |             | Рязань                   | |
| Успенский собор                         | Успение Пресвятой Богородицы, Дмитрий Донской         | Салаватская          |             | Салават                  | |
| Преображенский собор                    | Преображение Господне                                 | Салехардская         |             | Салехард                 | |
| Покровский собор                        | Покров Пресвятой Богородицы                           | Самарская            |             | Самара                   | |
| Покровский собор                        | Покров Пресвятой Богородицы                           | Сарапульская         |             | Сарапул                  | |
| Казанский собор                         | Казанская икона Божией Матери                         | Санкт-Петербургская  |             | Санкт-Петербург          | |
| Собор Святого Феодора Ушакова           | Феодор Ушаков                                         | Саранская            |             | Саранск                  | освящён 6 августа 2006 года |
| Троицкий собор                          | Святая Троица                                         | Саратовская          |             | Вольск                   | |
| Троицкий собор                          | Святая Троица                                         | Саратовская          |             | Саратов                  | |
| Михайло-Архангельский собор             | Архангел Михаил                                       | Сердобская           |             | Сердобск                 | |
| Владимирский собор                      | Князь Владимир Святославич                            | Сочинская            |             | Сочи                     | |
| Спасо-Вознесенский собор                | Вознесение Господне                                   | Симбирская           |             | Ульяновск                | |
| Александро-Невский собор                | Александр Невский                                     | Симферопольская      |             | Симферополь              | |
| Петропавловский собор                   | Апостолы Пётр и Павел                                 | Симферопольская      |             | Симферополь              | |
| Успенский собор                         | Успение Пресвятой Богородицы                          | Смоленская           |             | Смоленск                 | |
| Казанский собор                         | Казанская икона Божией Матери                         | Ставропольская       |             | Ставрополь               | |
| Казанский собор                         | Казанская икона Божией Матери                         | Сызранская           |             | Сызрань                  | |
| Собор Стефана Пермского                 | Стефан Пермский                                       | Сыктывкарская        |             | Сыктывкар                | |
| Преображенский собор                    | Преображение Господне                                 | Тамбовская           |             | Тамбов                   | |
| Спасо-Преображенский собор              | Преображение Господне                                 | Тверская             |             | Тверь                    | |
| Знаменский собор                        | Икона Божией Матери «Знамение»                        | Тобольская           |             | Тюмень                   | |
| Софийско-Успенский собор                | София Премудрость Божия, Успение Пресвятой Богородицы | Тобольская           |             | Тобольск                 | |
| Спасо-Преображенский собор              | Преображение Господне                                 | Тольяттинская        |             | Тольятти                 | |
| Богоявленский собор                     | Богоявление                                           | Томская              |             | Томск                    | |
| Всехсвятский собор                      | Собор всех святых                                     | Тульская             |             | Тула                     | |
| Успенский собор                         | Успение Пресвятой Богородицы                          | Тульская             |             | Тула                     | |
| Одигитриевский собор                    | Смоленская икона Божией Матери                        | Улан-Удэнская        |             | Улан-Удэ                 | |
| Собор Рождества Богородицы              | Рождество Пресвятой Богородицы                        | Уфимская             |             | Уфа                      | |
| Казанский собор                         | Казанская икона Божией Матери                         | Феодосийская         |             | Феодосия                 | |
| Преображенский собор                    | Преображение Господне                                 | Хабаровская          |             | Хабаровск                | |
| Воскресенский собор                     | Воскресение Христово                                  | Ханты-Мансийская     |             | Ханты-Мансийск           | |
| Введенский собор                        | Введение во храм Пресвятой Богородицы                 | Чебоксарская         |             | Чебоксары                | |
| Свято-Симеоновский собор                | Симеон Верхотурский                                   | Челябинская          |             | Челябинск                | |
| Казанский собор                         | Казанская икона Божией Матери                         | Читинская            |             | Чита                     | |
| Свято-Троицкий собор                    | Святая Троица                                         | Щигровская           |             | Щигры                    | |
| Казанский собор                         | Казанская икона Божией Матери                         | Элистинская          |             | Элиста                   | |
| Рождественский собор                    | Рождество Христово                                    | Южно-Сахалинская     |             | Южно-Сахалинск           | |
| Преображенский собор                    | Преображение Господне                                 | Якутская             |             | Якутск                   | |
| Успенский собор                         | Успение Пресвятой Богородицы                          | Ярославская          |             | Ростов                   | |
| Успенский собор                         | Успение Пресвятой Богородицы                          | Ярославская          |             | Ярославль                | Построен в 2004—2010 годах на месте одноимённого собора, взорванного в 1937 году.                                                           |

### Бывшие кафедральные соборы
| Собор                                                                                 | Посвящён                                        | Епархия             | Изображение | Город           | Комментарий |
| ------------------------------------------------------------------------------------- | ----------------------------------------------- | ------------------- | ----------- | --------------- | --- |
| Троицкий собор                                                                        | Святая Троица                                   | Архангельская       |             | Архангельск     | Кафедральный собор Архангельской епархии до 1929 года.                                                                                                   |
| Свято-Ильинский собор                                                                 | Пророк Илия                                     | Архангельская       |             | Архангельск     | Кафедральный собор Архангельской епархии с 1944 по 2022 год.                                                                                             |
| Казанский собор                                                                       | Казанская икона Божией Матери                   | Волгоградская       |             | Волгоград       | |
| Софийский собор                                                                       | София Премудрость Божия                         | Вологодская         |             | Вологда         | Кафедральный собор Вологодской епархии с 1587 по 1923 год.                                                                                               |
| Троицкий Смоленский собор                                                             | Святая Троица                                   | Воронежская         |             | Воронеж         | Кафедральный собор Воронежской епархии с 1836 до 1920-х.                                                                                                 |
| Покровский собор                                                                      | Покров Пресвятой Богородицы                     | Воронежская         |             | Воронеж         | |
| Спасская церковь                                                                      | Спас Нерукотворный                              | Иркутская           |             | Иркутск         | Кафедра викариатства Тобольской митрополии с 1706 по 1746.                                                                                               |
| Собор Богоявления                                                                     | Богоявление                                     | Иркутская           |             | Иркутск         | Кафедральный собор с 1746 по 1894 год. |
| Казанский кафедральный собор                                                          | Казанская икона Божией Матери                   | Иркутская           |             | Иркутск         | Кафедральный собор с 1894 по 1920 год. |
| Крестовоздвиженская церковь                                                           | Воздвижение Креста Господня                     | Иркутская           |             | Иркутск         | Выполняла функции кафедрального собора в периоды Советского времени: 1929—1936 и 1948—1991                                                               |
| Вознесенский собор                                                                    | Вознесение Господне                             | Йошкар-Олинская     |             | Йошкар-Ола      | С 1993 по 2016 год являлся кафедральным собором Йошкар-Олинской и Марийской епархии.                                                                     |
| Никольский собор                                                                      | Николай Чудотворец                              | Казанская           |             | Казань          | Выполнял функции кафедрального собора Казанской епархии с 1946 по 2021 год.                                                                              |
| Серафимовский собор                                                                   | Серафим Саровский                               | Вятская             |             | Киров           | 1942—1991 годы |
| Успенский собор Костромского кремля                                                   | Успение Пресвятой Богородицы                    | Костромская         |             | Кострома        | Кафедральный собор Костромской епархии с 1835 по 1922 год. Взорван в 1934 году.                                                                          |
| Иоанно-Златоустовская церковь                                                         | Иоанн Златоуст                                  | Костромская         |             | Кострома        | Являлась кафедральной с 1929 по 1964 год. |
| Церковь Воскресения Христова на Дебре                                                 | Воскресение Христово                            | Костромская         |             | Кострома        | Являлась кафедральной с 1964 по 1991 год. |
| Богоявленско-Анастасиин собор                                                         | Богоявление                                     | Костромская         |             | Кострома        | Кафедральный собор Костромской епархии с 1991 по 2023 год.                                                                                               |
| Спасо-Преображенский собор Нижегородского кремля                                      | Преображение Господне                           | Нижегородская       |             | Нижний Новгород | Кафедральный собор Нижегородской епархии до 1918 года. Разрушен в 1929—1930 годах.                                                                       |
| Церковь Троицы Живоначальной в Высокове                                               | Святая Троица                                   | Нижегородская       |             | Нижний Новгород | Являлась кафедральной с 1943 по 1974 год. |
| Собор Всемилостивого Спаса и Происхождения честных древ Животворящего Креста Господня | Происхождение честных древ Животворящего Креста | Нижегородская       |             | Нижний Новгород | Традиционное именование — Спасский Староярмарочный собор. Являлся кафедральным с 1990-х годов по 2009 год.                                               |
| Казанский собор                                                                       | Казанская икона Божией Матери                   | Оренбургская        |             | Оренбург        | 1894—1932 годы |
| Петропавловский собор                                                                 | Апостолы Пётр и Павел                           | Орловская           |             | Орёл            | Кафедральный собор Орловской епархии с 1841 до 1923 года.                                                                                                |
| Успенский собор                                                                       | Успение Пресвятой Богородицы                    | Пензенская          |             | Пенза           | |
| Спасо-Преображенский собор                                                            | Преображение Господне                           | Пермская            |             | Пермь           | С 1820 по 1933 являлся кафедральным епархиальным собором. Сейчас в нём Пермская государственная художественная галерея.                                  |
| Свято-Духовский собор                                                                 | Сошествие Святого Духа                          | Петрозаводская      |             | Петрозаводск    | Кафедральный собор Олонецкой епархии с 1872 по 1930 год.                                                                                                 |
| Борисоглебский собор                                                                  | Борис и Глеб                                    | Рязанская           |             | Рязань          | Кафедральный собор Рязанской епархии с 1946 по 2002 год.                                                                                                 |
| Петропавловский собор                                                                 | Апостолы Пётр и Павел                           | Санкт-Петербургская |             | Санкт-Петербург | 1742—1858 годы |
| Исаакиевский собор                                                                    | Исаакий Далматский                              | Санкт-Петербургская |             | Санкт-Петербург | 1858—1923 годы |
| Воскресенский собор                                                                   | Воскресение Христово                            | Санкт-Петербургская |             | Санкт-Петербург | 1923—1930 годы. Обиходное наименование — Спас-на-Крови.                                                                                                  |
| Владимирский собор                                                                    | Князь Владимир Святославович                    | Санкт-Петербургская |             | Санкт-Петербург | 1938—1941 годы. Обиходное наименование — Князь-Владимирский собор.                                                                                       |
| Никольский собор                                                                      | Богоявление, Николай Чудотворец                 | Санкт-Петербургская |             | Санкт-Петербург | 1941—1999 годы. Обиходное наименование — Николо-Богоявленский морской собор.                                                                             |
| Духосошественский собор                                                               | Сошествие Святого Духа                          | Саратовская         |             | Саратов         | С 2001 по 2014 являлся кафедральным собором. |
| Андреевский собор                                                                     | Андрей Первозванный                             | Ставропольская      |             | Ставрополь      | Кафедральный собор с 1963 по 2012 год. Ныне — архиерейское подворье.                                                                                     |
| Воскресенский собор                                                                   | Воскресение Христово                            | Тверская            |             | Тверь           | |
| Успенский собор Тульского кремля                                                      | Успение Пресвятой Богородицы                    | Тульская            |             | Тула            | Кафедральный собор Тульской епархии с 1799 до 1930 года.                                                                                                 |
| Троицкая церковь                                                                      | Святая Троица                                   | Уфимская            |             | Уфа             | 1579—1842 годы |
| Воскресенский собор                                                                   | Воскресение Христово                            | Уфимская            |             | Уфа             | 1842—1931 годы |
| Свято-Сергиевский кафедральный собор                                                  | Сергий Радонежский                              | Уфимская            |             | Уфа             | 1931—1991 годы |
| Христорождественский собор                                                            | Рождество Христово                              | Челябинская         |             | Челябинск       | Кафедральный собор с 1914 по 1931 год (разрушен в 1932).                                                                                                 |
| Воскресенский собор                                                                   | Воскресение Христово                            | Южно-Сахалинская    |             | Южно-Сахалинск  | |
| Церковь Николая Чудотворца Пенская                                                    | Николай Чудотворец                              | Ярославская         |             | Ярославль       | В советское время — до 1987 года. |
| Успенский собор                                                                       | Успение Пресвятой Богородицы                    | Ярославская         |             | Ярославль       | Кафедральный собор Ярославской епархии до 1920-х годов. Взорван в 1937 году; в 2004—2010 годах на его месте построен новый одноимённый собор (см. выше). |
| Феодоровский собор                                                                    | Феодоровская икона Божией Матери                | Ярославская         |             | Ярославль       | Кафедральный собор Ярославской епархии с 1987 по 2010 год.                                                                                               |

## Старообрядцы
В список не включены церкви беспоповцев, в том числе именуемые соборными (например Соборная церковь Воздвижения Креста Господня на Преображенском кладбище), так как у данной конфессии отсутствует епископат.

### Русская православная старообрядческая церковь
| Собор                                                     | Посвящён                       | Епархия                                      | Изображение | Город           | Комментарий               |
| --------------------------------------------------------- | ------------------------------ | -------------------------------------------- | ----------- | --------------- | ------------------------- |
| Покровский собор на Рогожском кладбище                    | Покров Пресвятой Богородицы    | Московская митрополия                        |             | Москва          |                           |
| Покровский собор                                          | Покров Пресвятой Богородицы    | Донская и Кавказская епархия                 |             | Ростов-на-Дону  |                           |
| Покровский собор                                          | Покров Пресвятой Богородицы    | Хабаровская и всего Дальнего Востока епархия |             | Хабаровск       |                           |
| Покровский собор                                          | Покрова Пресвятой Богородицы   | Казанская и Вятская епархия                  |             | Казань          |                           |
| Храм Преображения Господня                                | Преображение Господне          | Ярославско-Костромская епархия               |             | Кострома        |                           |
| Собор Рождества Пресвятой Богородицы                      | Рождество Пресвятой Богородицы | Новосибирская и всея Сибири епархия          |             | Новосибирск     |                           |
| Собор Успения Пресвятой Богородицы на Бугровском кладбище | Успение Пресвятой Богородицы   | Нижегородско-Владимирская епархия            |             | Нижний Новгород |                           |
| Богородице-Успенская церковь                              | Успение Пресвятой Богородицы   | Нижегородско-Владимирская епархия            |             | Владимир        | Второй кафедральный собор |
| Покровский собор                                          | Покров Пресвятой Богородицы    | Санкт-Петербургская и Тверская епархия       |             | Санкт-Петербург |                           |
| Собор Святителя Стефана Пермского                         | Святителя Стефана Пермского    | Уральская епархия                            |             | Пермь           |                           |

### Русская древлеправославная церковь
| Собор                           | Посвящён                    | Епархия            | Изображение | Город      | Комментарий               |
| ------------------------------- | --------------------------- | ------------------ | ----------- | ---------- | ------------------------- |
| Покровский собор                | Покров Пресвятой Богородицы | Московская епархия |             | Москва     |                           |
| Преображенский собор            | Преображение Господне       | Московская епархия |             | Новозыбков | бывший кафедральный собор |
| Храм в честь Рождества Христова | Рождество Христово          | Сибирская епархия  |             | Улан-Удэ   |                           |

## Римско-католическая Церковь
| Собор                                                   | Посвящён                                | Диоцез                                                                          | Изображение | Город           | Комментарий                                                                                               |
| ------------------------------------------------------- | --------------------------------------- | ------------------------------------------------------------------------------- | ----------- | --------------- | --- |
| Собор Непорочного Сердца Божией Матери                  | Непорочное Сердце Божией Матери         | Епархия Святого Иосифа в Иркутске                                               |             | Иркутск         | построен в 1999 − 2000 годах                                                                              |
| Собор Непорочного Зачатия Пресвятой Девы Марии (Москва) | Непорочное Зачатие Пресвятой Девы Марии | Архиепархия Матери Божией в Москве                                              |             | Москва          | построен в 1901—1911 годах                                                                                |
| Собор Преображения Господня                             | Преображение Господне                   | Преображенская епархия в Новосибирске                                           |             | Новосибирск     | построен в 1992—1997 годах                                                                                |
| Собор Успения Пресвятой Девы Марии                      | Успение Пресвятой Девы Марии            | до закрытия — Могилёвский архидиоцез, сейчас Архиепархия Матери Божией в Москве |             | Санкт-Петербург | построен в 1870—1873 годах, закрыт в 1930 году, после возвращения Церкви не получил статуса кафедрального |
| Собор Святых Апостолов Петра и Павла                    | Святые Пётр и Павел                     | Епархия Святого Климента в Саратове                                             |             | Саратов         | построен в 1995—2000 годах                                                                                |
| Собор Пресвятой Богородицы                              | Пресвятая Богородица                    | Владивостокская епархия (1923—1991)                                             |             | Владивосток     | построен в 1909—1921 годах                                                                                |

## Евангелическо-лютеранская Церковь
На территории современной России зданий, обладающих статусом лютеранского собора не было — за двумя исключениями: собор в Кёнигсберге (в тот период территория Германии) и соборов в Выборге (Великое Княжество Финляндское). В настоящее время здания, где находятся кафедры епископов ЕЛКРАС, ЕЛЦЕР и ЕЛЦИ, также иногда называются соборами
| Собор                              | Посвящён                  | Диоцез                           | Изображение | Город           | Комментарий                              |
| ---------------------------------- | ------------------------- | -------------------------------- | ----------- | --------------- | ---------------------------------------- |
| Кафедральный собор Кёнигсберга     |                           | ЕЛЦЕР                            |             | Калининград     | Бывший собор. Сейчас есть только часовня |
| Собор Святых Петра и Павла         | Святые Пётр и Павел       | ЕЛКРАС                           |             | Санкт-Петербург | Кафедра архиепископа ЕЛКРАС              |
| Собор Святых Петра и Павла         | Святые Пётр и Павел       | ЕЛЦЕР                            |             | Москва          | Кафедра епископа ЕЛЦЕР                   |
| Церковь Святой Марии               | Святая Мария              | ЕЛЦИ                             |             | Санкт-Петербург |                                          |
| Старый кафедральный собор (Выборг) | Святая Мария, Святой Олаф | Выборгская епархия (лютеранская) |             | Выборг          | разрушен                                 |
| Новый кафедральный собор (Выборг)  |                           | Выборгская епархия (лютеранская) |             | Выборг          | разрушен                                 |

## Армянская Апостольская Церковь
| Собор                            | Посвящён       | Епархия                                 | Изображение | Город     | Комментарий                |
| -------------------------------- | -------------- | --------------------------------------- | ----------- | --------- | -------------------------- |
| Собор Святого Креста             | Святой Крест   | Ново-Нахичеванская и Российская епархия |             | Москва    | Построен в 1996—2013 годах |
| Собор Святого Иоанна Евангелиста | Иоанн Богослов | Епархия Юга России ААЦ                  |             | Краснодар | Построен в 1997 году       |
| Собор Святого Сергия             | Саркис         | Армянская епархия Юга России            |             | Сочи      | Построен в 1998 году       |